# Mathias Schacht
Mathias Schacht (1977) è un matematico tedesco, specializzato nella teoria dei grafi.

## Biografia
Dopo essersi laureato nel '99 in matematica applicata al business all'Università tecnica di Berlino, nel 2004 completò gli studi e il dottorato alla Università Emory sotto la supervisione di Vojtěch Rödl.

Nel 2006, ricevette il Premio Richard Rado dalla Società Matematica Tedesca per la dissertazione sulla generalizzazione del lemma di regolarità degli ipergrafi proposto da Endre Szemerédi.
Dopo il PhD, collaborò come ricercatore e docente con l'Università Humboldt di Berlino finché nel 2009 si trasferì all'Università di Amburgo. Nel 2010 ricevette l'abilitazione alla docenza a Berlino, detenendo ad Amburgo la cattedraintitolata a Heisenberg.
Nel 2012, Schacht e il suo ex maestro Rödl ricevettero il Premio Pólya dalla Society for Industrial and Applied Mathematics, per le ricerche inerenti alla regolarità degli ipergrafi.